# Ajedrez de Capablanca
|    | |    |    |    |    |    |    |    |    |
|    | \| \| \| \| \| \| \| \| \| \| \| \| \| \| \| \| \| \| \| \| \| \| \| \| \| \| \| \| \| \| \| \| \| \| \| \| \| \| \| \| \| \| \| \| \| \| \| \| \| \| \| \| \| \| \| \| \| \| \| \| \| \| \| \| \| \| \| \| \| \| \| \| \| \| \| \| \| \| \| \| \| \| \| \| \| \| \| \| |    |    |    |    |    |    |    |    |
|    | |    |    |    |    |    |    |    |    |
| a8 | b8 | c8 | d8 | e8 | f8 | g8 | h8 | i8 | j8 |
| a7 | b7 | c7 | d7 | e7 | f7 | g7 | h7 | i7 | j7 |
| a6 | b6 | c6 | d6 | e6 | f6 | g6 | h6 | i6 | j6 |
| a5 | b5 | c5 | d5 | e5 | f5 | g5 | h5 | i5 | j5 |
| a4 | b4 | c4 | d4 | e4 | f4 | g4 | h4 | i4 | j4 |
| a3 | b3 | c3 | d3 | e3 | f3 | g3 | h3 | i3 | j3 |
| a2 | b2 | c2 | d2 | e2 | f2 | g2 | h2 | i2 | j2 |
| a1 | b1 | c1 | d1 | e1 | f1 | g1 | h1 | i1 | j1 |

| a8 | b8 | c8 | d8 | e8 | f8 | g8 | h8 | i8 | j8 |
| a7 | b7 | c7 | d7 | e7 | f7 | g7 | h7 | i7 | j7 |
| a6 | b6 | c6 | d6 | e6 | f6 | g6 | h6 | i6 | j6 |
| a5 | b5 | c5 | d5 | e5 | f5 | g5 | h5 | i5 | j5 |
| a4 | b4 | c4 | d4 | e4 | f4 | g4 | h4 | i4 | j4 |
| a3 | b3 | c3 | d3 | e3 | f3 | g3 | h3 | i3 | j3 |
| a2 | b2 | c2 | d2 | e2 | f2 | g2 | h2 | i2 | j2 |
| a1 | b1 | c1 | d1 | e1 | f1 | g1 | h1 | i1 | j1 |

El ajedrez de Capablanca es una variante del ajedrez creada por el campeón mundial de ajedrez José Raúl Capablanca, que existe en varias versiones jugables en cuadrículas de 10x10 o 10x8.

## Modificaciones al ajedrez común
Capablanca pensaba que el ajedrez enfrentaría un problema serio pues era crecientemente común que los grandes maestros terminaran sus enfrentamientos en tablas debido a que el juego no ofrecía suficiente complejidad como para que alguno de los dos oponentes prevaleciera claramente. Es importante destacar que propuso esta complicada variante mientras se encontraba en posesión del título y no después de perderlo, como algunos críticos incorrectamente afirman.

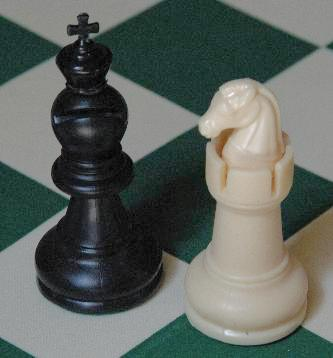
Piezas especiales de Capablanca mostradas en una de sus formas.
Izquierda, Arzobispo.
Derecha, Canciller.

Además del conjunto usual de piezas, cada jugador posee dos unidades adicionales:
- Un canciller que se mueve indistintamente como torre y caballo.
- Un arzobispo que se mueve indistintamente como alfil y caballo.

Estas piezas nuevas presentan propiedades interesantes y enriquecen notablemente el juego. Por ejemplo, el arzobispo puede por sí mismo producir un jaque mate a un rey solitario (estando el rey en un rincón y el arzobispo ubicado en diagonal con una casilla en medio). Capablanca creía que añadiendo estas poderosas unidades se reduciría sensiblemente el riesgo de tablas, lo que permitiría desarrollar juegos mucho más espectaculares y evidenciaría la superioridad de un contrincante sobre el otro.
|    | |    |    |    |    |    |    |    |    |
|    | \| \| \| \| \| \| \| \| \| \| \| \| \| \| \| \| \| \| \| \| \| \| \| \| \| \| \| \| \| \| \| \| \| \| \| \| \| \| \| \| \| \| \| \| \| \| \| \| \| \| \| \| \| \| \| \| \| \| \| \| \| \| \| \| \| \| \| \| \| \| \| \| \| \| \| \| \| \| \| \| \| \| \| \| \| \| \| \| |    |    |    |    |    |    |    |    |
|    | |    |    |    |    |    |    |    |    |
| a8 | b8 | c8 | d8 | e8 | f8 | g8 | h8 | i8 | j8 |
| a7 | b7 | c7 | d7 | e7 | f7 | g7 | h7 | i7 | j7 |
| a6 | b6 | c6 | d6 | e6 | f6 | g6 | h6 | i6 | j6 |
| a5 | b5 | c5 | d5 | e5 | f5 | g5 | h5 | i5 | j5 |
| a4 | b4 | c4 | d4 | e4 | f4 | g4 | h4 | i4 | j4 |
| a3 | b3 | c3 | d3 | e3 | f3 | g3 | h3 | i3 | j3 |
| a2 | b2 | c2 | d2 | e2 | f2 | g2 | h2 | i2 | j2 |
| a1 | b1 | c1 | d1 | e1 | f1 | g1 | h1 | i1 | j1 |

| a8 | b8 | c8 | d8 | e8 | f8 | g8 | h8 | i8 | j8 |
| a7 | b7 | c7 | d7 | e7 | f7 | g7 | h7 | i7 | j7 |
| a6 | b6 | c6 | d6 | e6 | f6 | g6 | h6 | i6 | j6 |
| a5 | b5 | c5 | d5 | e5 | f5 | g5 | h5 | i5 | j5 |
| a4 | b4 | c4 | d4 | e4 | f4 | g4 | h4 | i4 | j4 |
| a3 | b3 | c3 | d3 | e3 | f3 | g3 | h3 | i3 | j3 |
| a2 | b2 | c2 | d2 | e2 | f2 | g2 | h2 | i2 | j2 |
| a1 | b1 | c1 | d1 | e1 | f1 | g1 | h1 | i1 | j1 |

Capablanca propuso dos disposiciones de la apertura para su invención. En la primera, indicó que el arzobispo se colocara entre el alfil y la dama (d1/d8), y el canciller entre el rey y el alfil (g1/g8). Esta ubicación tiene el defecto que ninguna pieza protege al peón enfrente del alfil del rey (h2/h7), permitiendo a las blancas ejercer el jaque mate con dos movimientos: con canciller a alfil tres (h3, moviendo como caballo), seguido por canciller toma peón (h7, moviendo como torre) jaque mate pues se ataca al rey como caballo.
Capablanca revisó posteriormente la apertura de modo que el arzobispo estuviera entre el caballo de la dama y el alfil (c1/c8), y el canciller entre el caballo del rey y el alfil (h1/h8). También experimentó con los tamaños del tablero: con 10x10 los peones podrían desplazarse hasta tres casillas en la movida inicial. 
En su libro, La aventura del ajedrez, Edward Lasker escribe (pag. 39): 

"...jugué muchas partidas de prueba con Capablanca, y duraron raramente más de veinte o veinticinco movimientos. Intentamos con tableros de 10x10 y de 10x8, y concluimos que el último era preferible porque las luchas mano a mano comenzaban antes".

Lasker fue uno de los pocos partidarios de la variante, y el Gran Maestro Internacional húngaro Géza Maróczy también jugó algunas partidas con Capablanca. Uno de los pocos críticos racionales, el campeón británico William Winter, pensaba que había demasiadas piezas fuertes, lo que hacía a las demás menos relevantes. 
Los nombres de las nuevas piezas, arzobispo y canciller, fueron introducidos por el mismo Capablanca. Estos nombres todavía se utilizan en la mayoría de las variantes modernas de esta forma ajedrecística.

## Variantes
El ajedrez de Capablanca ha inspirado un cierto número de variantes, las más populares de las cuales son el Gran Ajedrez y el Ajedrez gótico. Otros intentos de encontrar una posición óptima de apertura, como el Ajedrez Grotesco o el Ajedrez Optimizado aún no han ganado mucha popularidad.
Una innovación interesante y reciente es el Ajedrez Aleatorio de Capablanca, inventado en 2004 por Reinhard Scharnagl. Este juego combina ideas del Ajedrez Aleatorio de Fischer y del Ajedrez de Capablanca. Aplica el principio de que en la posición inicial todos los peones están protegidos por al menos una pieza fuerte.
La idea de introducir el Canciller (Dragón) y el Mariscal (Pegaso) también se ha trasladado a la variante de ajedrez hexagonal de Wladyslaw Glinksi (1936, Polonia) en C'escacs (2007), que amplía el tablero de Glinksi a 169 casillas.

## Ideas anteriores
|    | |    |    |    |    |    |    |    |    |
|    | \| \| \| \| \| \| \| \| \| \| \| \| \| \| \| \| \| \| \| \| \| \| \| \| \| \| \| \| \| \| \| \| \| \| \| \| \| \| \| \| \| \| \| \| \| \| \| \| \| \| \| \| \| \| \| \| \| \| \| \| \| \| \| \| \| \| \| \| \| \| \| \| \| \| \| \| \| \| \| \| \| \| \| \| \| \| \| \| |    |    |    |    |    |    |    |    |
|    | |    |    |    |    |    |    |    |    |
| a8 | b8 | c8 | d8 | e8 | f8 | g8 | h8 | i8 | j8 |
| a7 | b7 | c7 | d7 | e7 | f7 | g7 | h7 | i7 | j7 |
| a6 | b6 | c6 | d6 | e6 | f6 | g6 | h6 | i6 | j6 |
| a5 | b5 | c5 | d5 | e5 | f5 | g5 | h5 | i5 | j5 |
| a4 | b4 | c4 | d4 | e4 | f4 | g4 | h4 | i4 | j4 |
| a3 | b3 | c3 | d3 | e3 | f3 | g3 | h3 | i3 | j3 |
| a2 | b2 | c2 | d2 | e2 | f2 | g2 | h2 | i2 | j2 |
| a1 | b1 | c1 | d1 | e1 | f1 | g1 | h1 | i1 | j1 |

| a8 | b8 | c8 | d8 | e8 | f8 | g8 | h8 | i8 | j8 |
| a7 | b7 | c7 | d7 | e7 | f7 | g7 | h7 | i7 | j7 |
| a6 | b6 | c6 | d6 | e6 | f6 | g6 | h6 | i6 | j6 |
| a5 | b5 | c5 | d5 | e5 | f5 | g5 | h5 | i5 | j5 |
| a4 | b4 | c4 | d4 | e4 | f4 | g4 | h4 | i4 | j4 |
| a3 | b3 | c3 | d3 | e3 | f3 | g3 | h3 | i3 | j3 |
| a2 | b2 | c2 | d2 | e2 | f2 | g2 | h2 | i2 | j2 |
| a1 | b1 | c1 | d1 | e1 | f1 | g1 | h1 | i1 | j1 |

Capablanca no fue el primero en sugerir variantes al juego. En 1617, Pietro Carrera publicó su libro Il Gioco degli Scacchi, que contenía una descripción de una modificación al esquema básico, al jugarse en un tablero de 8x10. Proponía dos piezas nuevas, a ubicarse entre la torre y el caballo. El campeón estaría en el lado del rey y el centauro en el de la reina. Esta versión fue olvidada tras la muerte de su inventor.
En 1874, Henry Bird presentó una variante similar a la de Carrera. La única diferencia significativa estaba en el orden de la apertura. El guardián se ubicaba entre el alfil de la reina y ésta, y el caballerizo entre el alfil del rey y éste.
|    | |    |    |    |    |    |    |    |    |
|    | \| \| \| \| \| \| \| \| \| \| \| \| \| \| \| \| \| \| \| \| \| \| \| \| \| \| \| \| \| \| \| \| \| \| \| \| \| \| \| \| \| \| \| \| \| \| \| \| \| \| \| \| \| \| \| \| \| \| \| \| \| \| \| \| \| \| \| \| \| \| \| \| \| \| \| \| \| \| \| \| \| \| \| \| \| \| \| \| |    |    |    |    |    |    |    |    |
|    | |    |    |    |    |    |    |    |    |
| a8 | b8 | c8 | d8 | e8 | f8 | g8 | h8 | i8 | j8 |
| a7 | b7 | c7 | d7 | e7 | f7 | g7 | h7 | i7 | j7 |
| a6 | b6 | c6 | d6 | e6 | f6 | g6 | h6 | i6 | j6 |
| a5 | b5 | c5 | d5 | e5 | f5 | g5 | h5 | i5 | j5 |
| a4 | b4 | c4 | d4 | e4 | f4 | g4 | h4 | i4 | j4 |
| a3 | b3 | c3 | d3 | e3 | f3 | g3 | h3 | i3 | j3 |
| a2 | b2 | c2 | d2 | e2 | f2 | g2 | h2 | i2 | j2 |
| a1 | b1 | c1 | d1 | e1 | f1 | g1 | h1 | i1 | j1 |

| a8 | b8 | c8 | d8 | e8 | f8 | g8 | h8 | i8 | j8 |
| a7 | b7 | c7 | d7 | e7 | f7 | g7 | h7 | i7 | j7 |
| a6 | b6 | c6 | d6 | e6 | f6 | g6 | h6 | i6 | j6 |
| a5 | b5 | c5 | d5 | e5 | f5 | g5 | h5 | i5 | j5 |
| a4 | b4 | c4 | d4 | e4 | f4 | g4 | h4 | i4 | j4 |
| a3 | b3 | c3 | d3 | e3 | f3 | g3 | h3 | i3 | j3 |
| a2 | b2 | c2 | d2 | e2 | f2 | g2 | h2 | i2 | j2 |
| a1 | b1 | c1 | d1 | e1 | f1 | g1 | h1 | i1 | j1 |